# Walter Kannemann
Walter Kannemann (Concepción del Uruguay, 14 marzo 1991) è un calciatore argentino, difensore del Grêmio.

## Caratteristiche tecniche
È un difensore centrale molto forte fisicamente, che sa disimpegnarsi egregiamente anche come terzino sinistro.

## Carriera

### Nazionale
Il 17 agosto 2018 viene convocato per la prima volta in nazionale maggiore dal neo-C.T. Lionel Scaloni. Debutta nell'amichevole vinta per 3-0 contro il Guatemala subentrando al 66º minuto al collega di reparto Ramiro Funes Mori.

## Statistiche

### Cronologia presenze e reti in nazionale
| Cronologia completa delle presenze e delle reti in nazionale ― Argentina | Cronologia completa delle presenze e delle reti in nazionale ― Argentina | Cronologia completa delle presenze e delle reti in nazionale ― Argentina | Cronologia completa delle presenze e delle reti in nazionale ― Argentina | Cronologia completa delle presenze e delle reti in nazionale ― Argentina | Cronologia completa delle presenze e delle reti in nazionale ― Argentina | Cronologia completa delle presenze e delle reti in nazionale ― Argentina | Cronologia completa delle presenze e delle reti in nazionale ― Argentina |
| Data                                                                     | Città                                                                    | In casa                                                                  | Risultato                                                                | Ospiti                                                                   | Competizione                                                             | Reti                                                                     | Note                                                                     |
| ------------------------------------------------------------------------ | ------------------------------------------------------------------------ | ------------------------------------------------------------------------ | ------------------------------------------------------------------------ | ------------------------------------------------------------------------ | ------------------------------------------------------------------------ | ------------------------------------------------------------------------ | ------------------------------------------------------------------------ |
| 7-9-2018                                                                 | Los Angeles                                                              | Argentina                                                                | 3 – 0                                                                    | Guatemala                                                                | Amichevole                                                               | -                                                                        | 66’                                                                      |
| 11-10-2018                                                               | Riad                                                                     | Iraq                                                                     | 0 – 4                                                                    | Argentina                                                                | Amichevole                                                               | -                                                                        | 75’                                                                      |
| 21-11-2018                                                               | Mendoza                                                                  | Argentina                                                                | 2 – 0                                                                    | Messico                                                                  | Amichevole                                                               | -                                                                        | 71’                                                                      |
| 22-3-2019                                                                | Madrid                                                                   | Argentina                                                                | 1 – 3                                                                    | Venezuela                                                                | Amichevole                                                               | -                                                                        | 46’                                                                      |
| 26-3-2019                                                                | Tangeri                                                                  | Marocco                                                                  | 0 – 1                                                                    | Argentina                                                                | Amichevole                                                               | -                                                                        | 57’                                                                      |
| 13-10-2019                                                               | Elche                                                                    | Ecuador                                                                  | 1 – 6                                                                    | Argentina                                                                | Amichevole                                                               | -                                                                        |                                                                          |
| Totale                                                                   |                                                                          | Presenze                                                                 | 6                                                                        |                                                                          | Reti                                                                     | 0                                                                        |                                                                          |

## Palmarès

### Club

#### Competizioni statali
- Campionato Gaucho: 6

Grêmio: 2018, 2019, 2021, 2022, 2023, 2024

#### Competizioni nazionali
- Campionato argentino: 1

San Lorenzo: 2013 Inicial
- Coppa del Brasile: 1

Grêmio: 2016

#### Competizioni internazionali
- Coppa Libertadores: 2

San Lorenzo: 2014
Grêmio: 2017
- Recopa Sudamericana: 1

Grêmio: 2018